# Mimosa de tot temps
La mimosa de tot temps, mimosa de tot l'any, mimosa floribunda o paravent (Acacia retinodes) és un arbre de fulla perenne que pertany a la família de les Mimosaceae (Leguminosae).

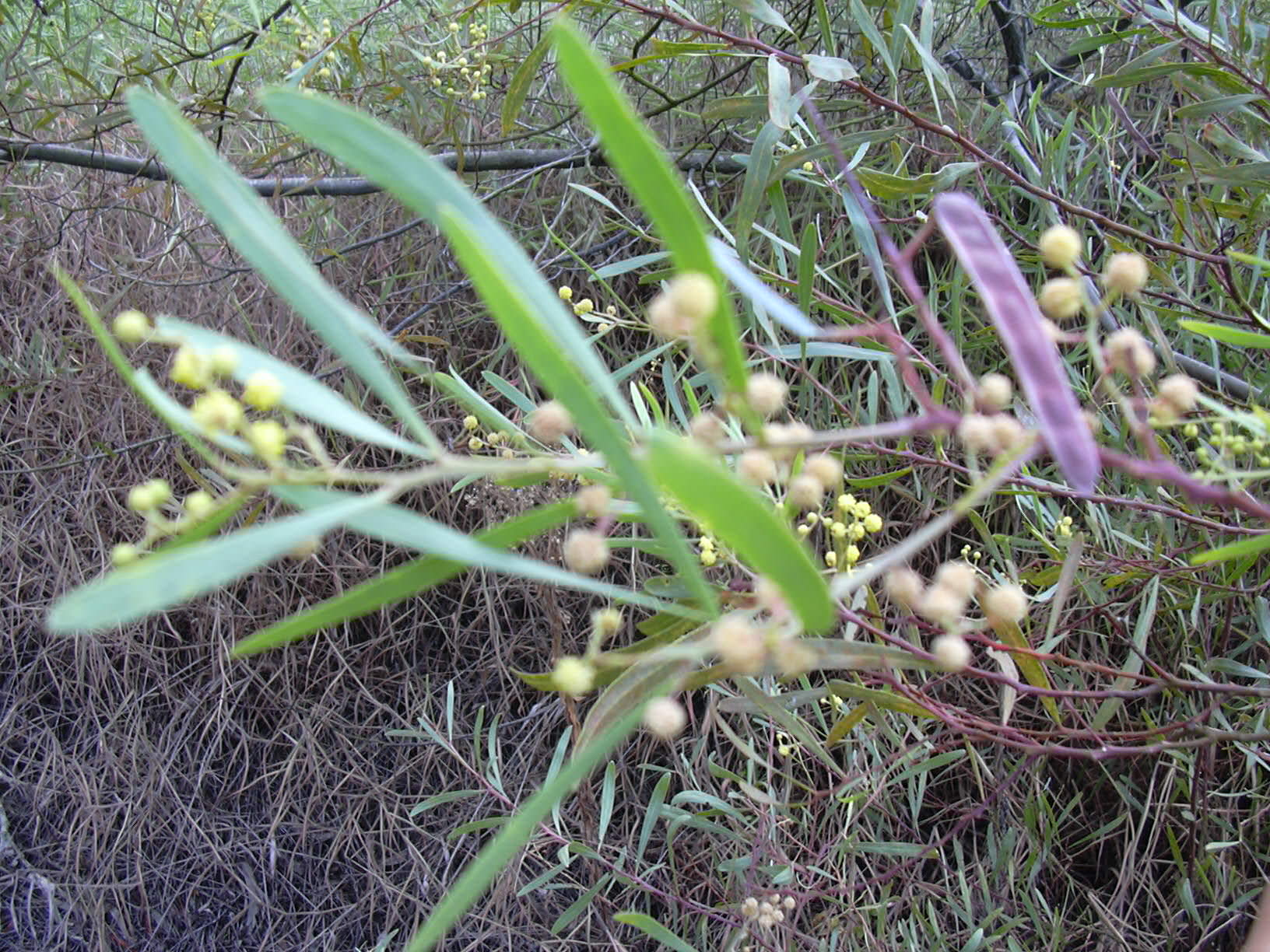
Acacia retinodes flors i llegum -- Foto per Forest & Kim Starr

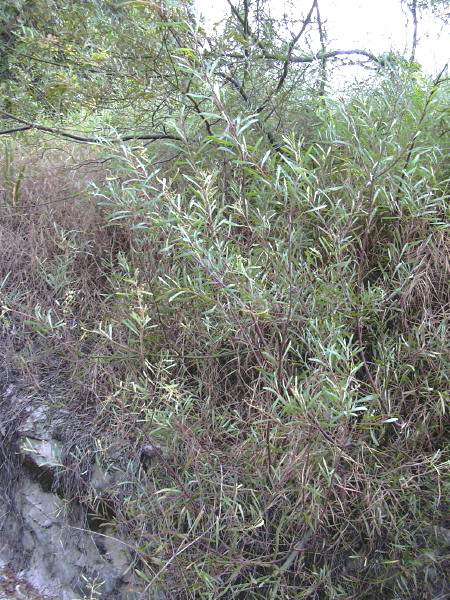
Acacia retinodes hàbit -- Foto per Forest & Kim Starr

## Localització
És un arbre natiu del sud d'Austràlia. Se sap que s'ha naturalitzat a Califòrnia on s'ha estès des de les seves plantacions inicials.
A causa del seu ús ornamental l'espècie ha estat estesa a escala mundial.

## Descripció
És una espècie de fullatge persistent, de color verd clar. Creix fins a una alçada de 6 a 10 m. Té una escorça solcada amb una textura rugosa de color marró fosc o negre. Té branques glabres que a vegades són penjants o anguloses o aplanades en les puntes. Com gairebé totes les acàcies, disposa de folíols en comptes de fulles veritables. Els folíols són de color verd i glabres. Tenen una forma estretament lanceolada i mesuren de 5 a 16 cm de llarg i de 3 a 16 mm d'ample, amb un nervi principal en cada cara. Les seves flors són globulars i hermafrodites, de color groc brillant i amb un intens aroma. La seva floració s'inicia a finals d'hivern, i conclou a finals de tardor.
Aquesta espècie es caracteritza per tenir més d'una floració l'any, és per això que és anomenat comunament com a mimosa de tot temps.
Té una inflorescència axil·lar entre uns 6 o 15 capítols. El seu fruit és un llegum linear d'uns 3 a 15 cm de longitud, en forma recta i constreta entre les llavors.
És una espècie que suporta prou bé l'aire, les atmosferes marines i temperatures que poden oscil·lar com a màxim dels -8 als -10 °C, és capaç d'adaptar-se a sòls calcaris.
La seva reproducció és per llavors.
Pel fet com resisteix terrenys calcaris és útil per empeltar-hi la majoria d'acàcies que acostumen a necessitar sòls àcids.

## Usos
Es fa servir per arranjaments medioambientals i per a l'ornamentació. Produeix molta goma i la seva escorça és útil per l'adobat de pells.

## Atencions
És una espècie molt resistent a les condicions de sòl i clima, no obstant no suporta bé les gelades. Se situa en llocs de sol o semi-ombra. Resisteix prou bé les plagues i malalties, en cas de poda preferiblement després de la floració.

## Varietats botàniques
- Acacia retinodes var. retinodes
- Acacia retinodes var. uncifolia